# The Quantum Enigma
The Quantum Enigma is het zesde studioalbum van de Nederlandse metalband Epica. Het album werd door de platenmaatschappij Nuclear Blast op 2 mei 2014 uitgebracht.

## Tracklist
| Nr. | Titel                                          | Tekst         | Muziek                                          | Duur  |
| --- | ---------------------------------------------- | ------------- | ----------------------------------------------- | ----- |
| 1.  | Originem                                       | Mark Jansen   | Bob Katsionis & Epica                           | 2:11  |
| 2.  | The Second Stone                               | Simone Simons | Isaac Delahaye & Epica                          | 5:00  |
| 3.  | The Essence of Silence                         | Jansen        | Ariën van Weesenbeek & Epica                    | 4:47  |
| 4.  | Victims of Contingency                         | Jansen        | Jansen, Epica, Jack Driessen & Frank Schiphorst | 3:31  |
| 5.  | Sense Without Sanity (The Impervious Code)     | Jansen        | Mark Jansen & Epica                             | 7:42  |
| 6.  | Unchain Utopia                                 | Simons        | Isaac Delahaye & Epica                          | 4:45  |
| 7.  | The Fifth Guardian (Interlude)                 | Instrumentaal | Delahaye, Coen Janssen & Miro Rodenberg         | 3:04  |
| 8.  | Chemical Insomnia                              | Simons        | Isaac Delahaye & Epica                          | 5:12  |
| 9.  | Reverence (Living in the Heart)                | Jansen        | van Weesenbeek & Epica                          | 5:02  |
| 10. | Omen (The Ghoulish Malady)                     | Jansen        | Jansen & Epica                                  | 5:28  |
| 11. | Canvas of Life                                 | Simons        | Janssen & Epica                                 | 5:28  |
| 12. | Natural Corruption                             | Simons        | Delahaye & Epica                                | 5:24  |
| 13. | The Quantum Enigma (Kingdom of Heaven Part II) | Jansen        | Jansen & Epica                                  | 11:53 |

| Nr. | Titel                                    | Tekst  | Muziek                  | Duur |
| --- | ---------------------------------------- | ------ | ----------------------- | ---- |
| 14. | In All Conscience (Digipack bonustrack)  | Jansen | Rob van der Loo & Epica | 5:04 |
| 15. | Dreamscape (Earbook bonustrack)          | Simons | van der Loo & Epica     | 4:59 |
| 16. | Memento (Vinyl bonustrack)               | Simons | van Weesenbeek & Epica  | 4:12 |
| 17. | Banish Your Illusion (iTunes bonustrack) | Jansen | Jansen & Epica          | 6:11 |
| 18. | Mirage of Verity (Japanese bonustrack)   | Jansen | van der Loo & Epica     | 5:59 |

| Nr. | Titel                                   | Tekst  | Muziek              | Duur |
| --- | --------------------------------------- | ------ | ------------------- | ---- |
| 1.  | Canvas of Life (Akoestische versie)     | Simons | Jansen & Epica      | 4:51 |
| 2.  | In All Conscience (Akoestische versie)  | Jansen | van der Loo & Epica | 4:17 |
| 3.  | Dreamscape (Akoestische versie)         | Simons | van der Loo & Epica | 4:59 |
| 4.  | Natural Corruption (Akoestische versie) | Simons | Delahaye & Epica    | 4:49 |

| Nr. | Titel                                                          | Muziek                                          | Duur  |
| --- | -------------------------------------------------------------- | ----------------------------------------------- | ----- |
| 1.  | Originem (Instrumentaal)                                       | Bob Katsionis & Epica                           | 2:11  |
| 2.  | The Second Stone (Instrumentaal)                               | Delahaye & Epica                                | 5:00  |
| 3.  | The Essence of Silence (Instrumentaal)                         | van Weesenbeek & Epica                          | 4:47  |
| 4.  | Victims of Contingency (Instrumentaal)                         | Jansen, Epica, Jack Driessen & Frank Schiphorst | 3:31  |
| 5.  | Sense Without Sanity (The Impervious Code - Instrumentaal)     | Jansen & Epica                                  | 7:42  |
| 6.  | Unchain Utopia (Instrumentaal)                                 | Delahaye & Epica                                | 4:45  |
| 7.  | The Fifth Guardian (Interlude - Instrumentaal)                 | Delahaye, Jansen & Miro Rodenberg               | 3:04  |
| 8.  | Chemical Insomnia (Instrumentaal)                              | Delahaye & Epica                                | 5:12  |
| 9.  | Reverence (Living in the Heart - Instrumentaal)                | van Weesenbeek & Epica                          | 5:02  |
| 10. | Omen (The Ghoulish Malady - Instrumentaal)                     | Jansen & Epica                                  | 5:28  |
| 11. | Canvas of Life (Instrumentaal)                                 | Jansen & Epica                                  | 5:28  |
| 12. | Natural Corruption (Instrumental)                              | Delahaye & Epica                                | 5:24  |
| 13. | The Quantum Enigma (Kingdom of Heaven Part II - Instrumentaal) | Jansen & Epica                                  | 11:53 |

## Muzikanten en medewerkers
Bandleden
- Simone Simons - zangeres
- Mark Jansen - gitarist, grunter, screamer
- Isaac Delahaye - gitarist
- Rob van der Loo - basgitarist
- Coen Janssen - toetsenist
- Ariën van Weesenbeek - drummer, grunter, gesproken woorden

Gastmuzikanten/sessieleden
- Kamerkoor PA'dam
  - Dirigent - Maria van Nieukerken
  - sopraan - Alfrun Schmid, Frederique Klooster, Martha Bosch, Silvia da Silva Martinho, Annemieke Nuijten
  - alt - Astrid Krause, Annette Stallinga, Annette Vermeulen, Karen Langendonk
  - tenor - Daan Verlaan, Koert Braches, Ruben de Grauw
  - bas - Andreas Goetze, Angus van Grevenbroek, Jan Douwes
- Epica's Sandlane strijkerssessie
  - eerste violen - Ben Mathor, Marleen Wester, Ian de Jong, Emma van der Schalie, Merel Jonker
  - tweede violen - Judith van Driel, Floortje Beljon, Loes Dooren, Vera van der Bie
  - altviolen - Mark Mulder, Adriaan Breunis, Amber Hendriks
  - cello - David Faber, Annie Tångberg, Jan Willem Troost, Thomas van Geelen
- Marcela Bovio (Stream of Passion) - achtergrondzangeres
- Daniël de Jongh (Textures) - additionele zang (13)

Crew
- Jacob Hansen (Volbeat, Hatesphere, Amaranthe) - mixage
- Joost van den Broek (ex-After Forever) - producer, mastering
- Maarten de Peijper - geluidstechnicus